# أم التبابير
أم التبابير قرية في ناحية الفرقلس التابعة لمنطقة حمص في محافظة حمص في سورية.